# Ferrari 250 Europa GT
O Ferrari 250 Europa GT é um modelo de carro GT produzido pela Ferrari entre 1954 e 1955. O 250 Europa é o primeiro originalmente GT fabricado pela empresa italiano (o primeiro modelo a ter o sufixo GT no número do chassi em vez de EU) e o primeiro a ter um motor V12 feito para trafegar nas ruas, além de várias inovações para a época, como suspensão dianteira independente com molas helicoidais. O projeto da carroceria foi de Pinin Farina, fundador da Carrozzeria Pininfarina, e só 43 unidades foram fabricadas.
O carro foi apresentado em outubro de 1954 no Paris Motor Show.
O chassi de número 29 foi achado escondido, em 2020, num celeiro do estado americano da Califórnia, depois que seu dono morreu. O carro, que possui 33.671 km rodados, foi avaliado entre US$ 2,2 milhões e US$ 2,6 milhões e os herdeiros do antigo dono disponibilizaram para a Gooding & Company, empresa de leilões, para a venda do veículo.